# Municipio de Cushing
El municipio de Cushing (en inglés: Cushing Township) es un municipio ubicado en el condado de Morrison en el estado estadounidense de Minnesota. En el año 2010 tenía una población de 714 habitantes y una densidad poblacional de 3,46 personas por km².

## Geografía
El municipio de Cushing se encuentra ubicado en las coordenadas 46°8′43″N 94°32′7″O / 46.14528, -94.53528. Según la Oficina del Censo de los Estados Unidos, el municipio tiene una superficie total de 206.41 km², de la cual 200,97 km² corresponden a tierra firme y (2,63 %) 5,43 km² es agua.

## Demografía
Según el censo de 2010, había 714 personas residiendo en el municipio de Cushing. La densidad de población era de 3,46 hab./km². De los 714 habitantes, el municipio de Cushing estaba compuesto por el 97,48 % blancos, el 0,14 % eran afroamericanos, el 0,14 % eran amerindios, el 0,56 % eran asiáticos y el 1,68 % eran de una mezcla de razas. Del total de la población el 0 % eran hispanos o latinos de cualquier raza.